# Abo Iashaghashvili
Abo Iashaghashvili (en georgiano აბო იაშაღაშვილი; Tiflis, 1977) es un escritor georgiano.

## Biografía
Poco después de graduarse de la Universidad Estatal de Tiflis, Abo Iashaghashvili fue a Alemania a estudiar historia y filosofía en la Universidad Ludwig Maximilian de Múnich y luego en la Universidad Humboldt de Berlín. A principios de la década de 2000 regresó a su ciudad natal, Tiflis, y desempeñó diversos trabajos. Como viajero entusiasta y amante de la historia, encontró su trabajo ideal como guía de montaña, lo que le dio una nueva oportunidad de estudiar en profundidad la historia de su propio país. También contribuye con cuentos y artículos en varias revistas literarias.

## Obra
La ciudad de Tiflis es la principal inspiración literaria de Abo Iashaghashvili. Comenzó a reescribir viejas historias y crónicas sobre la capital georgiana y ha redactado un ciclo de novelas sobre la Tiflis del siglo XIX. La marcha turca, publicada en 2014, fue el debut literario del autor, a la que siguió una segunda novela, Royal - Mary (როიალ–მერი, 2014). Ambas novelas fueron nominadas para los premios SABA —los premios literarios más importantes de Georgia— en dos categorías, en la de mejor debut del año y en la de mejor novela. Finalmente, Royal - Mary fue galardonada como mejor novela de 2015.
El libro es un thriller ambientado en Tiflis en el siglo XIX y está escrito con el estilo propio de la época. El humor, la imaginación, una mezcla exótica de realidad y ficción, con protagonistas trágicos y cómicos, son las características principales de esta novela.